# Lukáš Codr
Lukáš Codr, vystupující pod pseudonymem Čočík (* 16. srpna 1979 České Budějovice), je český videoherní vývojář, videoherní novinář, producent, cestovatel a youtuber.

## Biografie

### Česká republika
Anglický jazyk se učil již na základní škole. Středoškolská studia strávil v pražském Gymnáziu Nad Alejí, kde se účastnil na svou dobu ojedinělého programu, který spočíval v otevření dvojjazyčných tříd v prvním a druhém ročníku jakožto přípravy na mezinárodní maturitu IB. V šestnácti letech vycestoval k prvnímu studentskému pobytu na střední škole v Orlandu. V letech 1997 až 2003 studoval na Fakultě elektrotechnické ČVUT, kde získal bakalářský titul v oboru výpočetní techniky, a poté v letech 2005 až 2007 v Chicagu na DePaul University se specializací finance a management, na níž získal titul MBA. Současně pracoval pro magazíny Gamestar (1999 a 2000, jako editor a webmaster), Level, Official Playstation Magazín (2002 a 2003 jako editor) a Bonusweb a také pro televizní pořad Game Page, který byl vysílán na České televizi. Během této doby se zároveň věnoval i vývoji her pro Illusion Softworks, kde pracoval jako designér a asistent producenta (2004, vedl týmy o dvaceti a více lidech, sestavoval rozpočty pro AAA hry na PC a PS2) a poté jako manager vývoje (2005 až 2007, kde vedl týmy o 80 lidech, vyvíjel AAA hry pro PC, XboX 360 a PS3). Illusion softworks bylo později odkoupeno společností Take Two a poté přejmenováno na 2K Czech.

### Čína a TakeTwo
Následně se v rámci společnosti Take Two v červenci 2008 přesunul z 2K Czech do Číny do 2K China, u které pracoval až do listopadu 2015. Pro společnost 2K China pracoval jako producent her na mobilních telefonech. Na systém iOS pomáhal vyvinout hru Civilization Revolution, která se stala číslo jedna na App Store. Postupně od účasti na jednom týmu začal dozorovat více týmů, pracujících na více projektech (NBA, NHL, Carnival Games, Pirates...). Jeho prací bylo vést týmy k tomu, aby vyvinuly vyladěné mobilní hry s využitím stávajícího kódu. Také byl zodpovědný za zavádění nových projektů, a to z finanční, ale i vývojářské stránky, včetně detailních analýz trhu, předpovědí tržeb a podobně. Podstatou jeho práce bylo dozorování vývoje a kvality her, které jsou věrné svým předlohám a zároveň dávají smysl ve světě mobilních her, včetně premium a free to play modelů.

### Čína a Virtuos
V Šanghaji žil až do roku 2017, kdy po ukončení prací pro TakeTwo začal pracovat pro společnost Virtuos také jako producent, když dozoroval a mentoroval několik dalších producentů a jejich projektů. Také vytvořil několik potencionálních návrhů pro další a nové hry. Poté se v březnu 2017 přestěhoval do Čcheng-tu a ve společnosti Virtuos pracoval nejen jako producent, ale i jako executive producent. Měl na starosti i externí dodávání assetů a outsourcování zdrojů zadaných dalšími firmami a staral se o řízení projektů. Také dozoroval přerod firmy Virtuos Chengdu ze společnosti poskytující podporu ostatním studiím a vyvíjející mobilní hry na společnost schopnou vyvinout veškeré součásti k jakémukoliv projektu. Jeho práce zahrnovala přípravu návrhu projektů pro obchodní partnery, zajišťování správné personální obsazenosti projektů, zajišťování plnění termínů a rozpočtu, řešení problémů s partnery, pokud se nějaké vyskytly, a také připravování středně a dlouhodobých plánů pro vývoj her. Pracoval na titulech jako LA: Noire, Assassin's Creed, Final Fantasy X, Dark Souls, Heavy Rain, NBA 2K a dalších. V Číně vedl tým 700 vývojářů.

### Irsko
V srpnu 2020 se přesunul do irského Dublinu, kde pracuje v Black Shamrock Studio jako general manager a sestavil zde tým. Do Dublinu byl přesunut v rámci interního transferu ve společnosti Virtuos.

### Malajsie
Lukáš Codr se přesunul v červenci 2023 do Kuala Lumpur v rámci interního transferu. Zde pracuje v managementu Virtuos group jakožto vedoucí kvality v herních odvětvích všech studií.

### Volnočasové aktivity
Lukáš Codr se ve volném časem zabývá letectvím, sportovním parašutismem a cestováním. O svém cestovatelském koníčku psal blogy, provozuje YouTube kanál cocik, který má k 1. lednu 2023 více než 37 tisíc odběratelů. Do roku 2019 absolvoval přes 600 letů, byl ve vzduchu přes 2300 hodin a celkem nalétal přes 1,8 milionu kilometrů. K nejextrémnějším kusům patří letecká cesta kolem světa, pak cesta nejdelším letem a návštěva atolu Kwajalein. A od konce roku 2018 měl na internetové televizi Mall.tv vlastní pořad věnující se obyčejnému životu v Číně. V Číně se také oženil s ženou z provincie Če-ťiang. Od rozvodu však žije sám. Mluví česky, anglicky, rusky a čínsky.

## Tvorba
Jako designér a producent se přímo i nepřímo podílel na následujících projektech:
2K Czech
- Mafia II[16]

2K Games China
- Civilization Revolution pro iOS
- NHL 2K pro iOS, Android, Windows Mobile
- NBA 2K pro iOS, Android, Windows Mobile
- Sid Meier's Pirates! pro mobilní platformy[6]

Ve společnosti Virtuos se zabýval především konverzemi her pro Nintendo Switch:
- Final Fantasy 10
- Final Fantasy 12
- několik dílů Call of Duty a Battlefield[6]
- Dark Souls: Remastered[17]